# Casspir
Le Casspir est un véhicule de transport de troupes créé pour la police et les forces armées sud-africaines dans les années 1970. Il se distingue par un large empattement et un plancher renforcé pour résister aux mines. En 2006, sa technologie a été adaptée pour mettre au point le RG-31 Nyala qui équipe l'armée américaine en Irak et en Afghanistan.

## Historique
En 1975, l’Afrique du Sud, avec le soutien des États-Unis, de la Zambie et du Zaïre, décide d’intervenir militairement dans la Guerre civile angolaise pour soutenir l’Union nationale pour l'indépendance totale de l'Angola (UNITA) et le Front national de libération de l'Angola (FNLA) contre le Mouvement populaire de libération de l'Angola (MPLA). L’objectif principal des Sud-Africains est d’empêcher l’Organisation du peuple du Sud-Ouest africain (SWAPO), un mouvement indépendantiste présent en Namibie occupée par l’Afrique du Sud, d’y établir des bases arrières. L’opposition force néanmoins l’armée sud-africaine (SADF) à se retirer, et une situation insurrectionnelle se développe en Namibie, ou des insurgés du SWAPO s’infiltrent depuis l’Angola et posent notamment des mines sur les routes.
Ces mines causent rapidement de lourdes pertes chez les Sud-Africains. Ceux-ci adaptent alors leurs véhicules avec des expédients plus ou moins efficaces, comme des sacs de sable et des plaques d’acier posés sur le plancher ou des pneus remplis d’eau. Le projet Bosvark est le premier à aboutir à une solution plus performante, en disposant des plaques en forme de V sous la caisse des camions Unimog pour dévier une explosion vers les côtés de la caisse. Des véhicules spécialisés sont ensuite progressivement développés à la fin des années 1970, dont le Casspir. Celui-ci est l’œuvre d’un projet de recherche joint entre la police sud-africaine, la South West Africa Territorial Force et le South African Council for Scientific and Industrial Research (CSIR).
La première version du Casspir entre en production en 1979 et est basée sur un châssis de camion Bedford. La production de la version Mark I s’arrête en 1980, l’affaire étant reprise par TFM qui met en production les versions Mark II puis Mark III. Au fur et à mesure des rachats d’entreprises, la production est ensuite assurée par Reumech OMC puis par Vickers OMC.

## Organisation

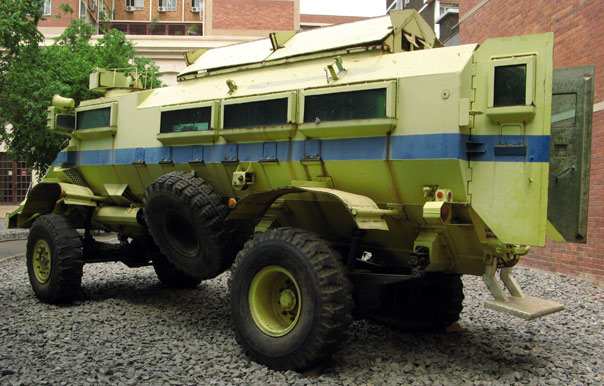
Caspir Mark I de la police sud-africaine.

À leur mise en service, les Casspir équipent principalement la police sud-africaine opérant au Sud-Ouest africain, notamment la Koevoet, une force de contre-insurrection. Celle-ci est composée d’équipes, appelées Zulu Team, comprenant chacune entre quarante et cinquante hommes pour quatre Casspir et des véhicules de support Blesbok ou Duiker. Les différentes unités sont identifiées par une lettre et les véhicules par un chiffre : Zulu Foxtrot 1, ou ZF1, identifié ainsi le premier Casspir de l’unité F de la police. Leur usage est rapidement étendu à la South West Africa Territorial Force et à la SADF. Ceux-ci l’utilisent dans des équipes appelées Romeo-Mike, qui conduisent des patrouilles agressives dans les zones où ont été repérées des insurgés et sont parfois appuyées par des Alouette III.
Les Casspir confèrent aux équipes Zulu et Romeo-Mike une mobilité et une puissance de feu conséquentes, un avantage dans la poursuite d’un adversaire qui opère uniquement à pied et en petit groupes. Ils réduisent également le risque causé par les mines, principale menace au cours de ces traques. Cela permet au Kovoet de terminer la guerre avec un ratio de vingt-cinq insurgés tués ou capturés pour chacun de ses morts.

## Exportations
Depuis son retrait du service actif dans l’armée sud-africaine, le Casspir a été vendu à l’Inde et à l’Angola.
En 2013, 42 exemplaires (neufs et rénovés) ont été vendus.

## Caractéristiques
La disposition générale est classique pour un camion : le moteur et la cabine de conduite sont à l’avant, avec le compartiment pour les passagers et la charge utile à l’arrière. Conformément à l’usage du Commonwealth, le conducteur est à droite et le commandant à gauche. Celui-ci dispose d’une mitrailleuse de 7,62 mm montée sur le toit, mais l’armement est souvent considérablement augmenté sur le terrain par les unités utilisant les véhicules, ZF1 disposant par exemple d’un canon Hispano-Suiza HS-404 de 20 mm et de trois mitrailleuses MG4,.
Afin de protéger le véhicule contre les mines, la partie inférieure de la caisse est surélevée, renforcée et en forme de V afin de dissiper la force d’une explosion provenant du dessous. la protection est complétée par des sièges résistants aux explosions et dotés de harnais, afin d’éviter que les occupants ne soient blessés par la secousse de la détonation ou en cas de retournement du véhicule. Le blindage est prévu pour assurer la protection contre les armes légères et comprend sur tout son pourtour des vitres blindées pour que l’équipage et les passagers puissent avoir une bonne perception de leur environnement,.
Les Casspir sud-africains conservent souvent la couleur vert foncé uni appliquée en usine, bien que certains véhicules aient reçus un motif de camouflage. Celui-ci est variable selon le terrain, mais est généralement composé d’une base de couleur sable sur laquelle sont appliquées des bandes vertes, et parfois aussi marrons.

## Variantes

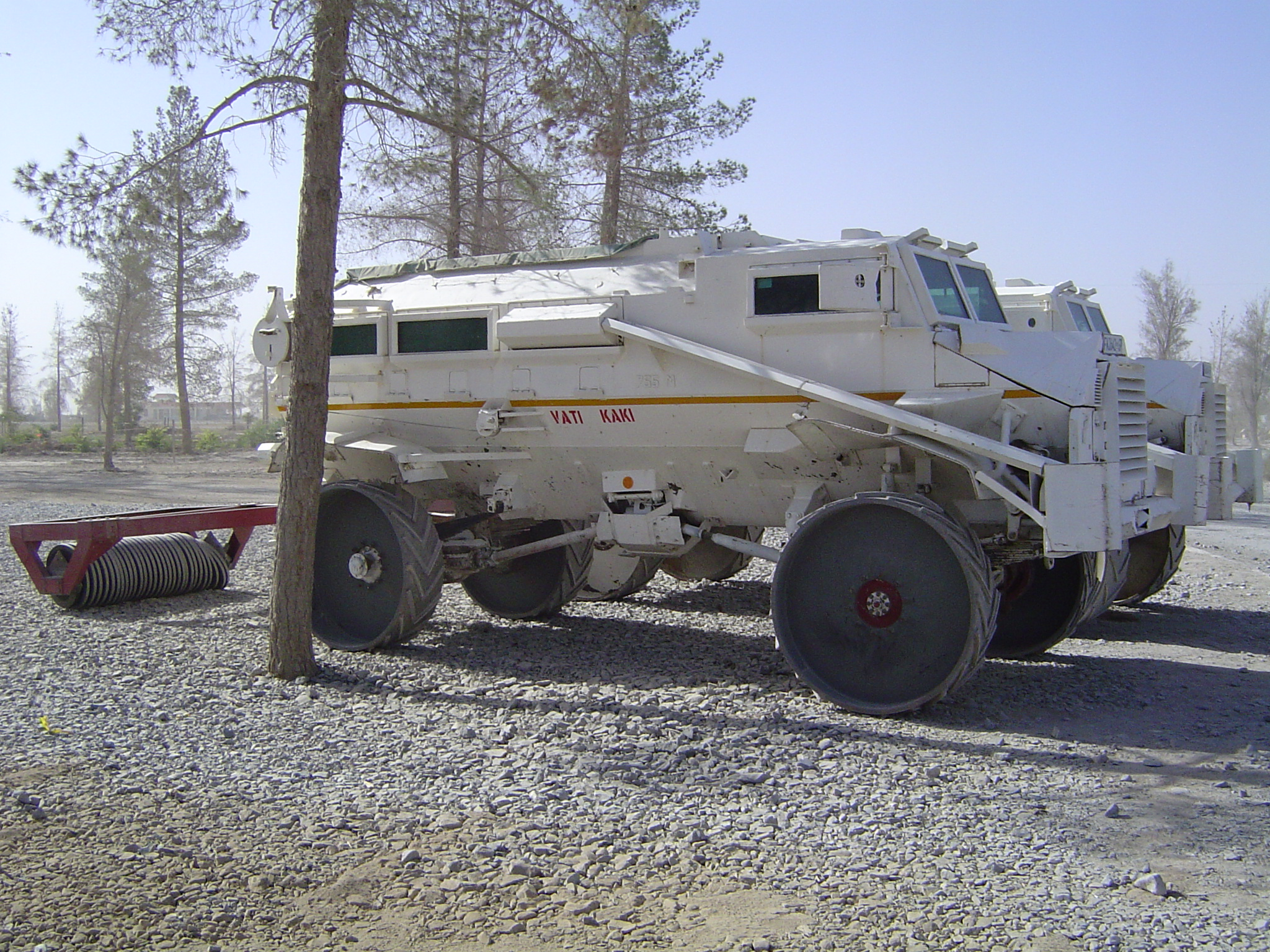
Variante de déminage avec des roues métalliques utilisée en Afghanistan.

La majorité des Casspir sont utilisés comme véhicules blindés de transport de troupes, mais quelques variantes spécialisées ont été produites : poste de commandement, artillerie motorisée avec un mortier de 81 mm, véhicule antichar avec un canon sans recul M40 de 106 mm ou encore véhicule de déminage.
Le Blesbok et le Duisker sont des variantes dédiée au soutien logistique : le premier peut transporter jusqu’à quatre tonnes de matériel tandis que le second est un camion-citerne ayant une contenance de 5 000 l de carburant. Ces deux variantes ont principalement été utilisées pendant la contre-insurrection en Namibie afin de permettre aux casspir d’effectuer des patrouilles de longue durée.

### Liste des utilisateurs
| Pays                   | Nombre d’exemplaires | Années de service     | Remarques                                                                 |
| ---------------------- | -------------------- | --------------------- | ------------------------------------------------------------------------- |
| Angola                 | Au moins 16          | 1995 au plus tard - ? |                                                                           |
| Burundi                | Au moins 10          | 2009 au plus tard - ? |                                                                           |
| Djibouti               | Au moins 9           | 2000 au plus tard - ? |                                                                           |
| États-Unis             | Au moins 68          | 2008 au plus tard - ? | Exemplaires modernisés par BAe.                                           |
| Inde                   | Au moins 165         | 1999 au plus tard - ? |                                                                           |
| Indonésie              | Au moins 2           | 2004 au plus tard - ? |                                                                           |
| Irak                   | Au moins 2           | 2007 au plus tard - ? |                                                                           |
| Malawi                 | Au moins 12          | 2008 au plus tard - ? |                                                                           |
| Mozambique             | Au moins 15          | 2000 au plus tard - ? | Armée et police, 5 exemplaires donnés par l’Afrique du Sud.               |
| Népal                  | Au moins 37          | 2004 au plus tard - ? | Armée et police.                                                          |
| Sénégal                | Au moins 9           | 2005 au plus tard - ? |                                                                           |
| Union africaine        | Au moins 10          | 2008 au plus tard - ? | Achetés par le Burundi pour l’UA.                                         |
| Dan Church             | Au moins 1           | 2006 - ?              | Organisation humanitaire, utilisé en Angola.                              |
| Norwegian People’s Aid | Au moins 9           | 2002 - ?              | Organisation humanitaire, utilisés au Soudan, au Mozambique et en Angola. |
| Intersos               | Au moins 2           | 2003- ?               | Utilisés en Angola.                                                       |
| Parsons Corporation    | 29                   | 2004 - ?              | Entreprise américaine du secteur de la Défense                            |
| Swiss Fondation        | 6                    | 2004 - ?              | Organisation humanitaire                                                  |
| UXB International      | 3                    | 2004 - ?              | Entreprise américaine du secteur de la Défense                            |

### Données techniques
| Modèle                     | Mk I | Mk II                         |
| -------------------------- | ---- | ----------------------------- |
| Équipage                   |      | 2 (+10 passagers)             |
| Longueur hors-tout         |      | 6,87 m                        |
| Largeur hors tout          |      | 2,45 m                        |
| Hauteur                    |      | 3,125 m                       |
| Masse                      |      | 12 580 kg                     |
| Motorisation               |      | ADE 6-cylindres               |
| Puissance brute            |      | 170 hp à 2800 tr/min (127 kW) |
| Vitesse maximale sur route |      | 90 km/h                       |
| Autonomie sur route        |      | 850 km                        |
| Armement                   |      | 1 mitrailleuse de 7,62 mm     |